# Pont suspendu d'Ancenis
Le pont suspendu d'Ancenis, officiellement baptisé pont Bretagne-Anjou et parfois dénommé pont Anjou-Bretagne, est un pont qui franchit la Loire à hauteur de Ancenis-Saint-Géréon (Loire-Atlantique) sur la rive nord, pour rejoindre Orée d'Anjou (Maine-et-Loire) sur la rive sud, par la route départementale D 763 dans la région Pays de la Loire en France.

## Histoire
La première construction d'un pont à Ancenis date de 1838, sur décret du 26 décembre 1836, et est ouvert à la circulation le 1er mai 1839, en remplacement du bac. Le concepteur de cet ouvrage est Marc Seguin et l'entreprise chargée de la réalisation est Seguin & Frères. La durée de concession, pour les entrepreneurs, s'étale sur 35 ans. Il s'agit également d'un pont suspendu mais à travées multiples. Selon les archives Seguin, il totalise 400 m pour 6 travées et 5 piles, la plus grande portée atteignant 91 m.
Une innovation, pour les ponts suspendus de l'époque, est apportée par Ferdinand Arnodin : il change le système d'amarrage fixe des câbles porteurs afin que l'on puisse modifier leurs tensions. Le but de l'opération est de pouvoir changer un des filins composant le câble porteur tout en conservant sa fonction, à savoir retenir le tablier, lors d'opérations d'entretien. Cela permet d'éviter des installations et des travaux complexes, à l'avenir, sur ces problèmes récurrents, car les protections contre l'oxydation de l'acier, à cette époque, ne sont pas efficaces à long terme,.
Le pont originel de 1839 a été détruit au début de la guerre 1939-1945. Cependant, faute d'accès aux matériaux de chantier, les travaux de reconstruction ne commenceront qu'en 1949.
D'importants travaux ont été entrepris entre 2013 et 2016, entraînant le changement complet des câbles porteurs et le renouvellement d'un traitement anticorrosion par peinture de la charpente.

## Descriptif
L'ouvrage est d'un pont suspendu de 412 m de longueur totale, avec une travée centrale de 238 m. Les piles, réalisées dans le lit du fleuve, sont en maçonneries à appareillages réguliers. Elles sont surplombées de pylônes latéraux, en béton armé, qui retiennent les câbles porteurs. Le tablier est constitué de deux poutres de rigidité latérales, en treillis de type Town, retenues par les suspentes à l'intersection des croisillons des poutres.
On peut remarquer, sur le maillage en losange, entre les entretoises des pylônes, des blasons représentant les armoiries de Bretagne, pour la pile située rive droite, et les fleurs de lys d'or des armoiries d'Anjou rive gauche. Le pont est devenu, depuis sa première construction, un symbole du passage de Bretagne en Anjou.

Détails
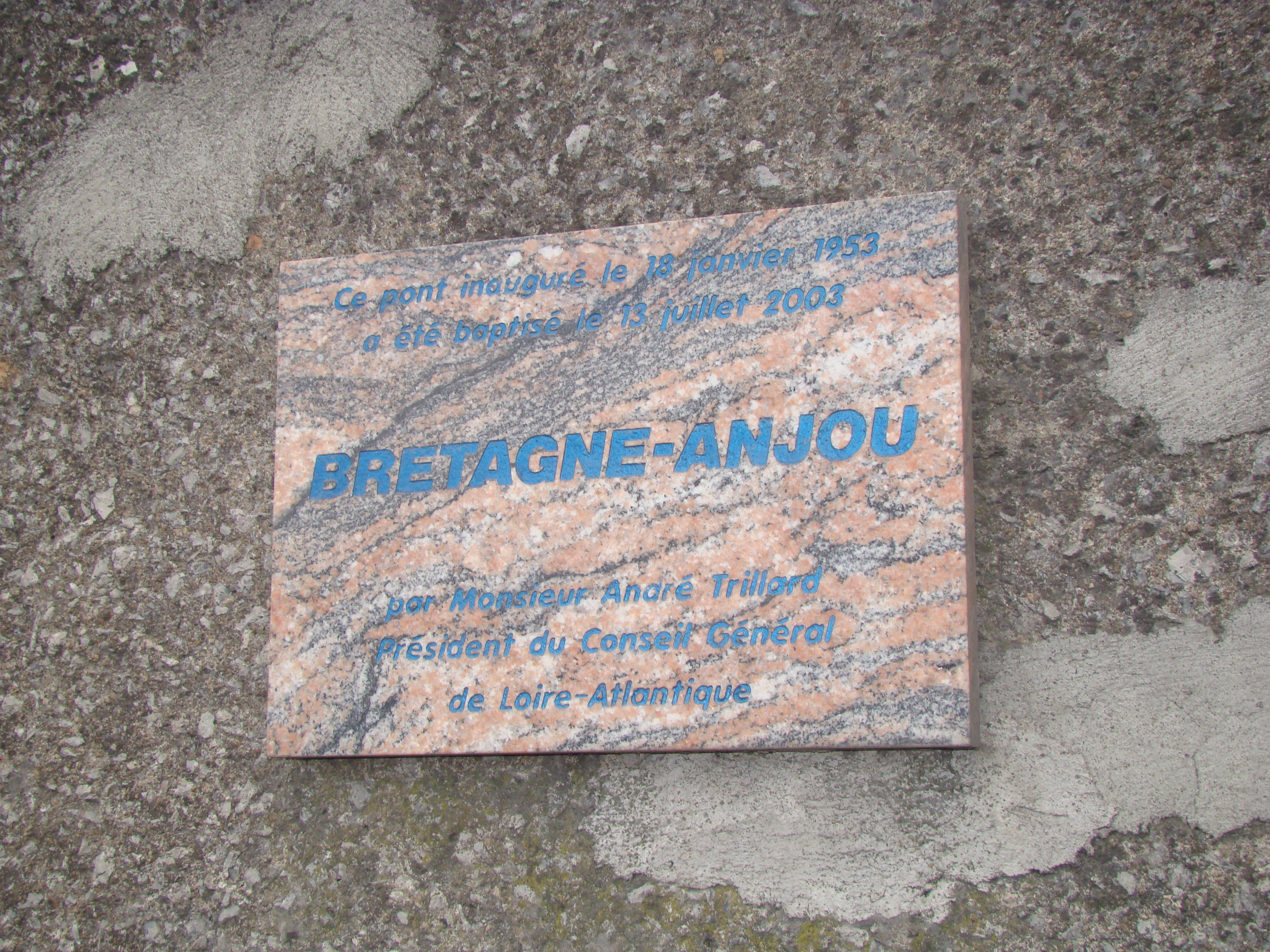
Plaque du baptême posée en 2003.
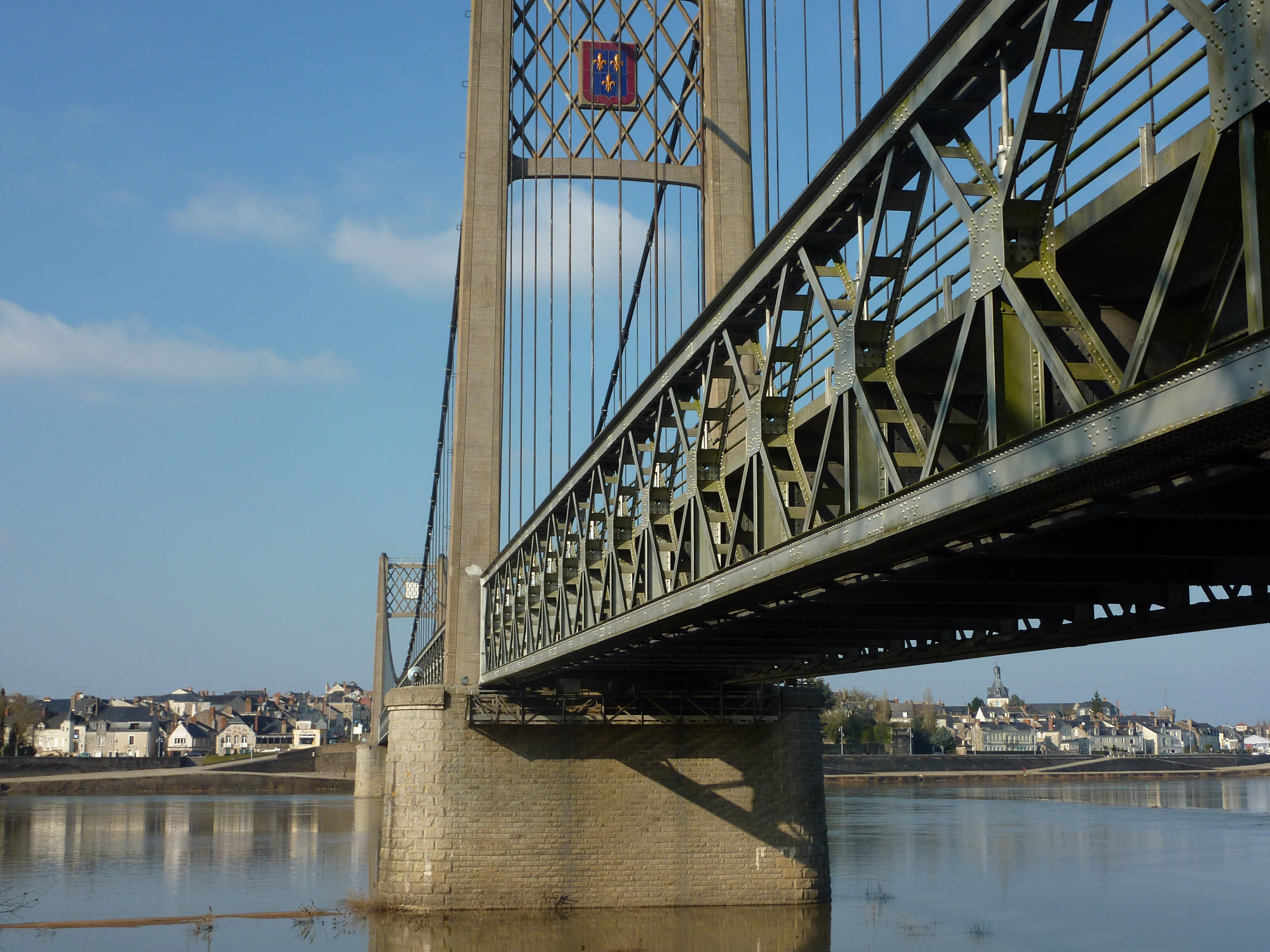
Vue sur les blasons ornant le pont et Ancenis en arrière-plan.
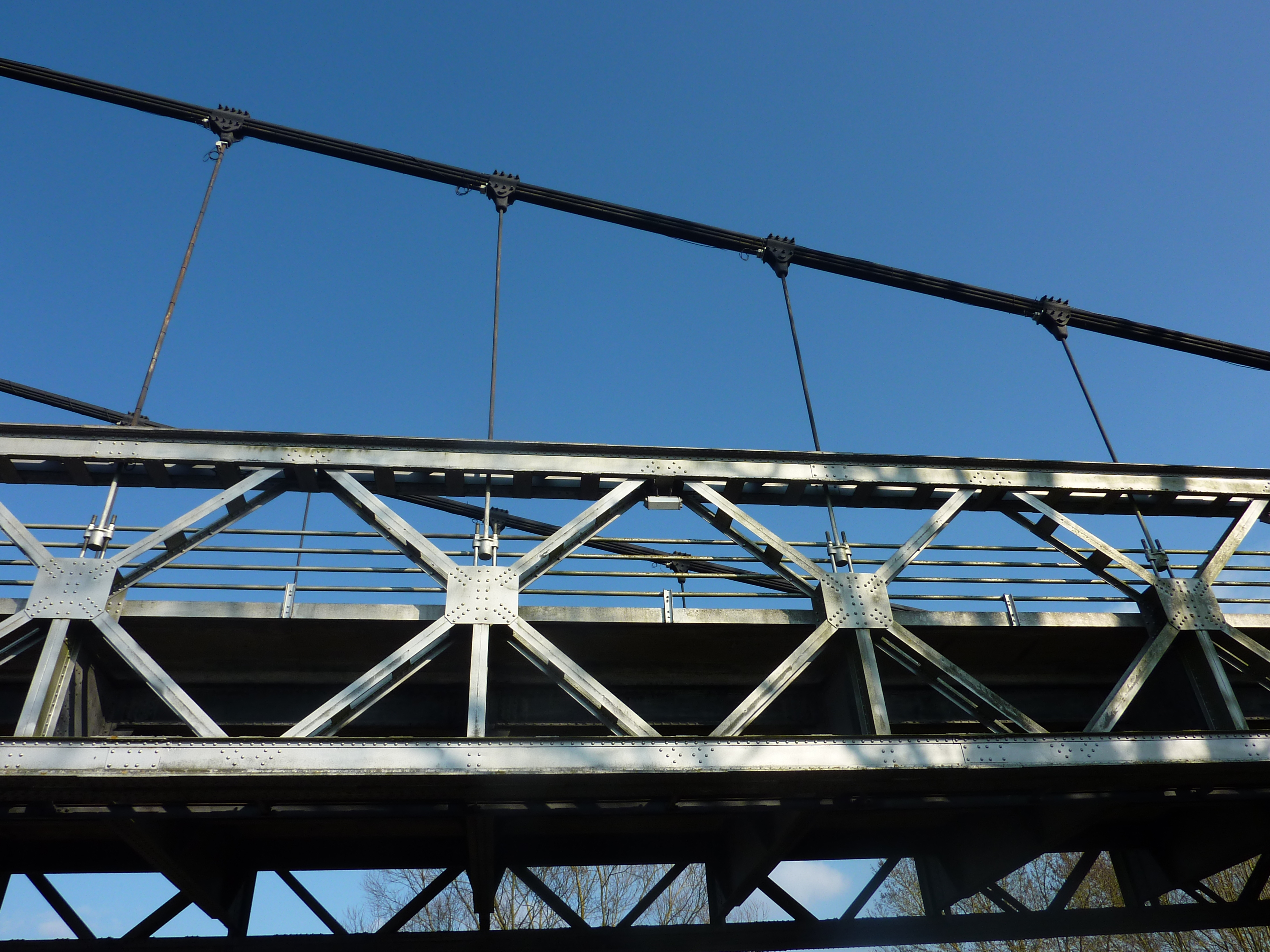
Détail poutre de rigidité et suspentes.
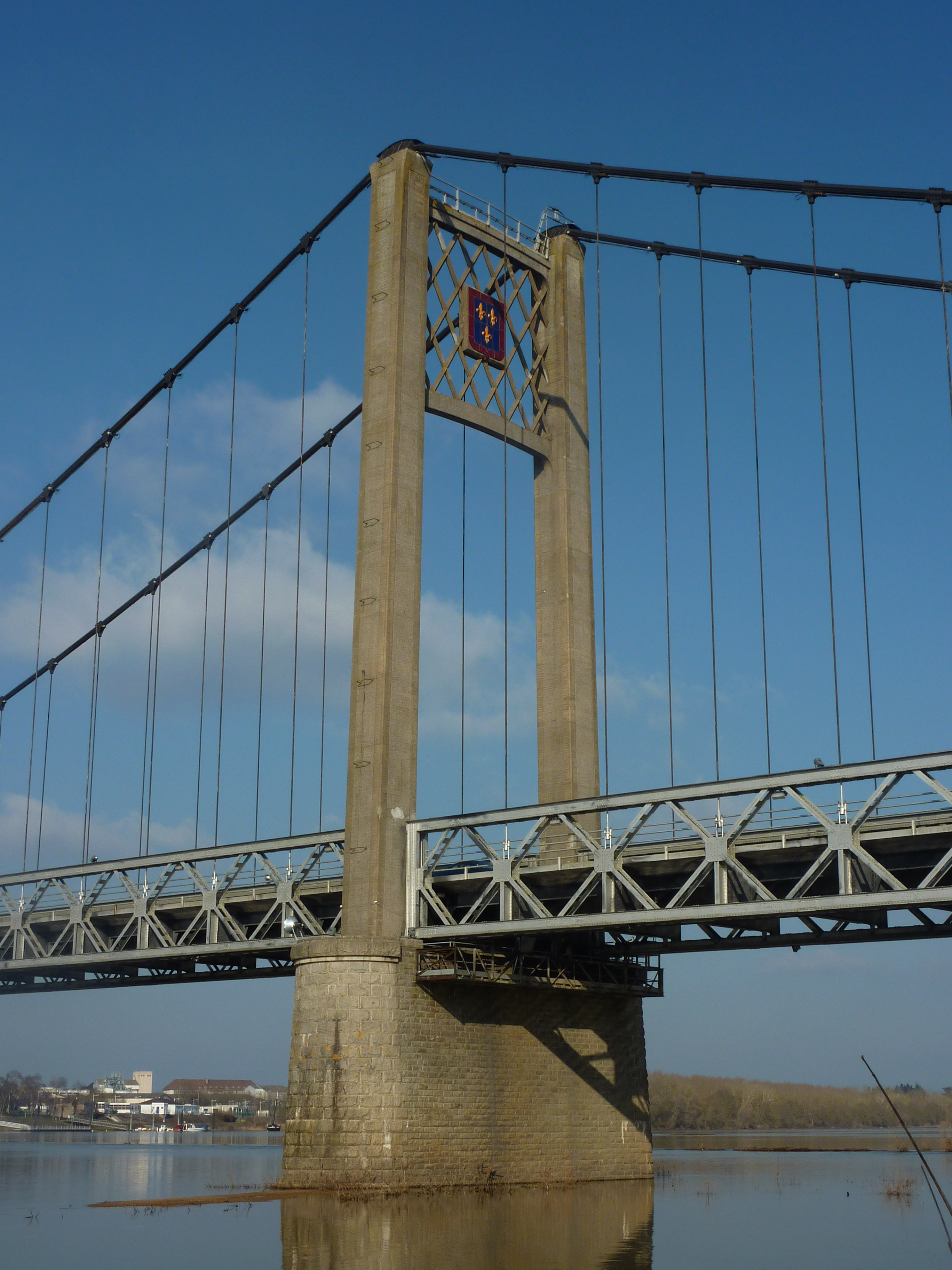
Détail de la pile sud.
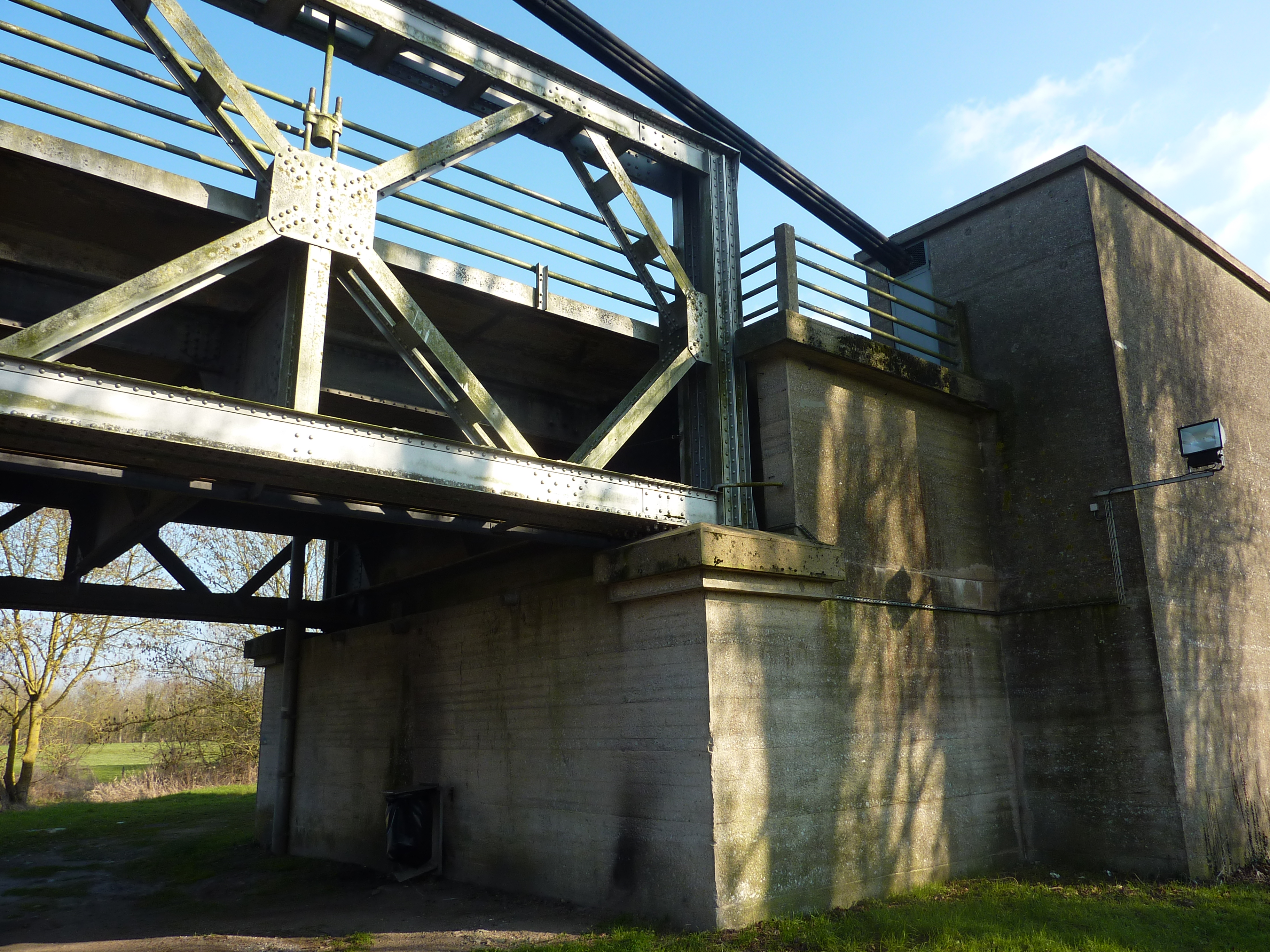
Culée sud.

## Trafic routier
Le Pont Bretagne-Anjou est un passage important au-dessus de la Loire, à la limite des deux départements et de deux régions : Bretagne et Anjou, puisqu'il totalise un flux d'environ 14 000 véhicules par jour (chiffre février 2010). Ce chiffre englobe également le trafic de poids lourds qui représente 14 %, soit près de deux mille camions qui empruntent la voie chaque jour. Les travaux de 2013 visent à assurer l'ouverture continuelle du pont d'ici à ce qu'un éventuel futur passage plus important soit envisagé, désengorgeant la ville d'Ancenis et l'actuel pont très sollicité.

## Sources historiques
Reconstruction après la Seconde Guerre mondiale : Les archives départementales de Loire-Atlantique disposent de deux fonds photographiques (38 Fi et 82 Fi) des travaux de reconstruction entre 1949 et 1951, libres d'accès et de réutilisation.

## Galerie

Éclairages
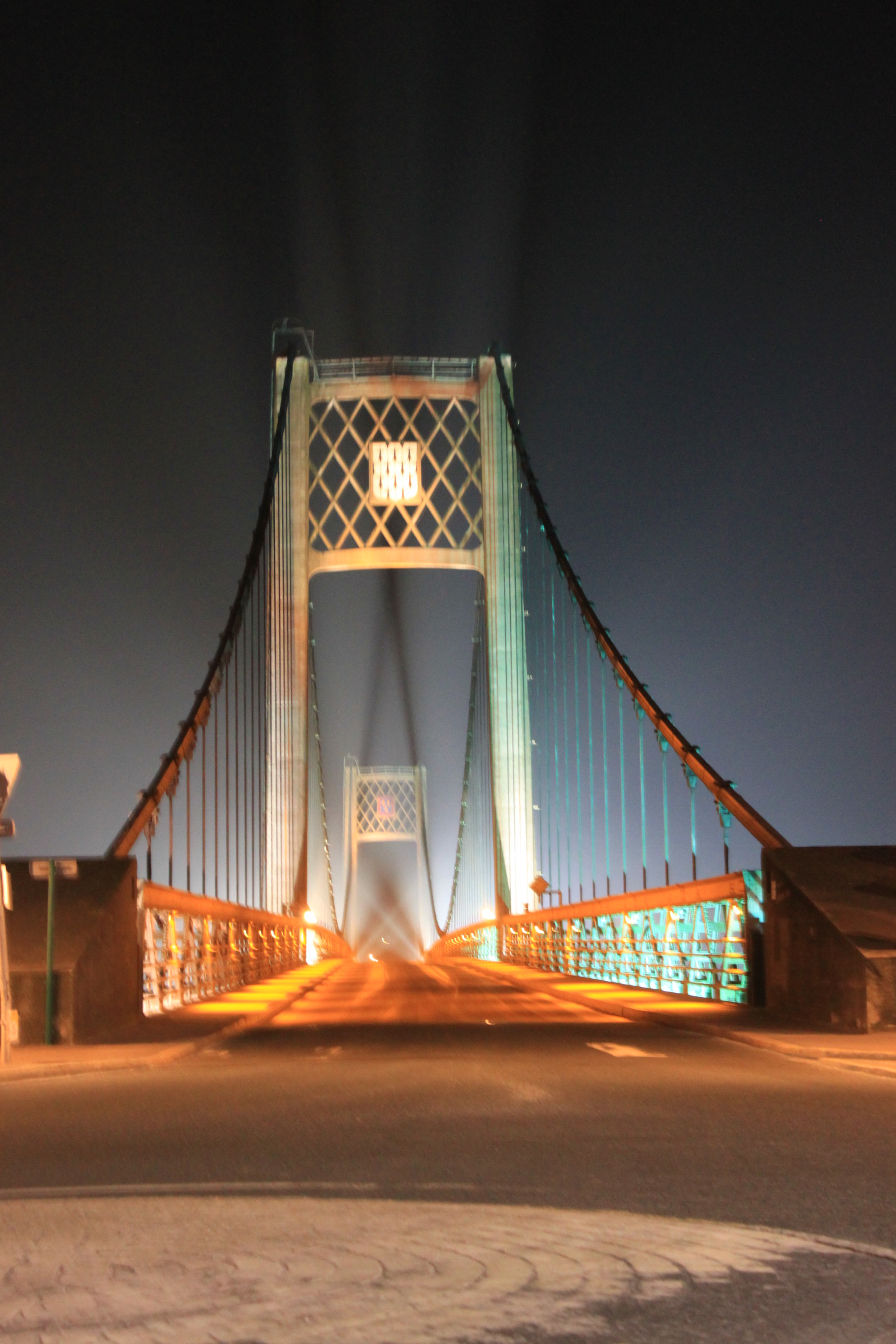
Éclairage, rive Bretagne.
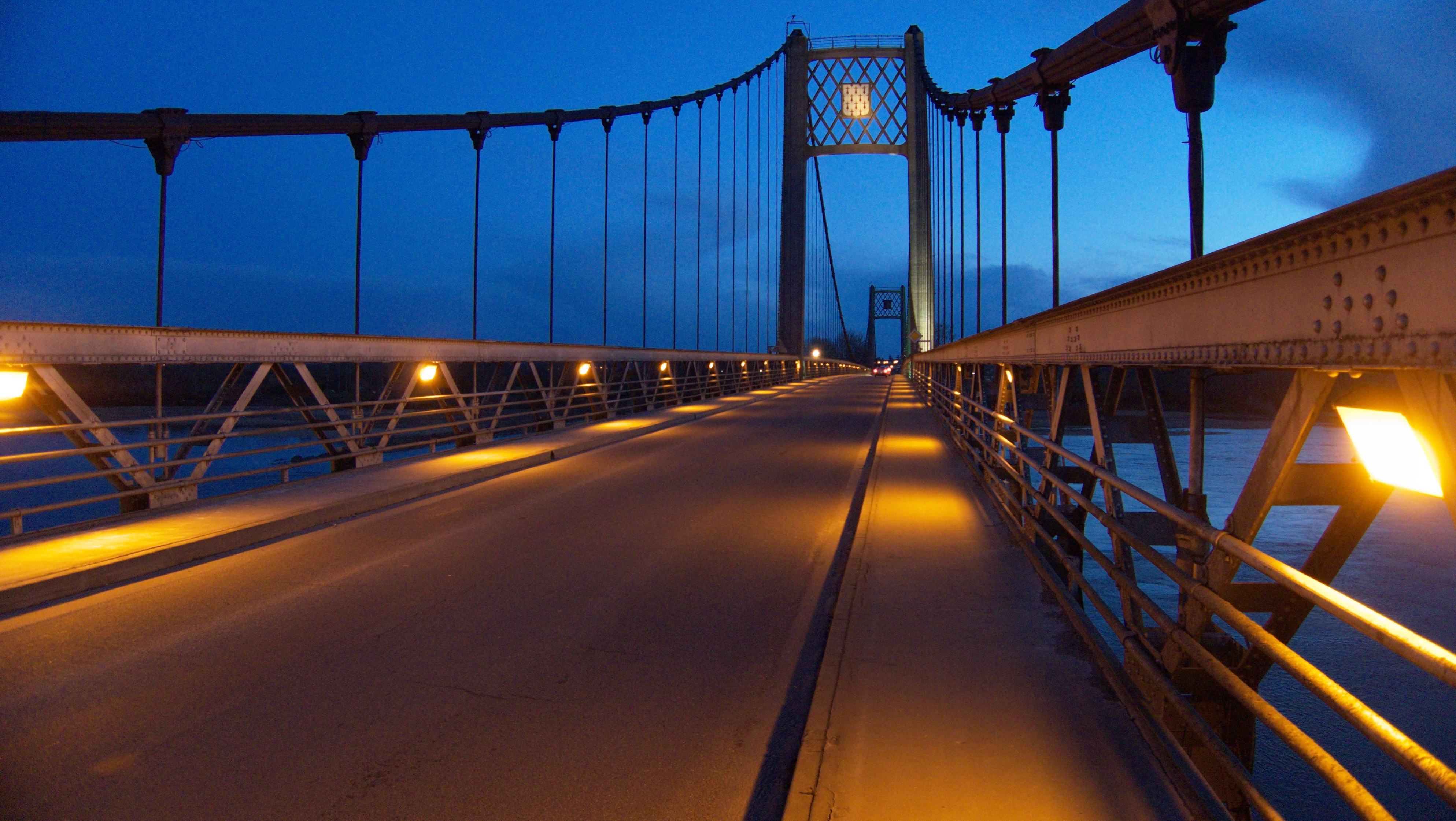
Vue sur le pont de nuit.
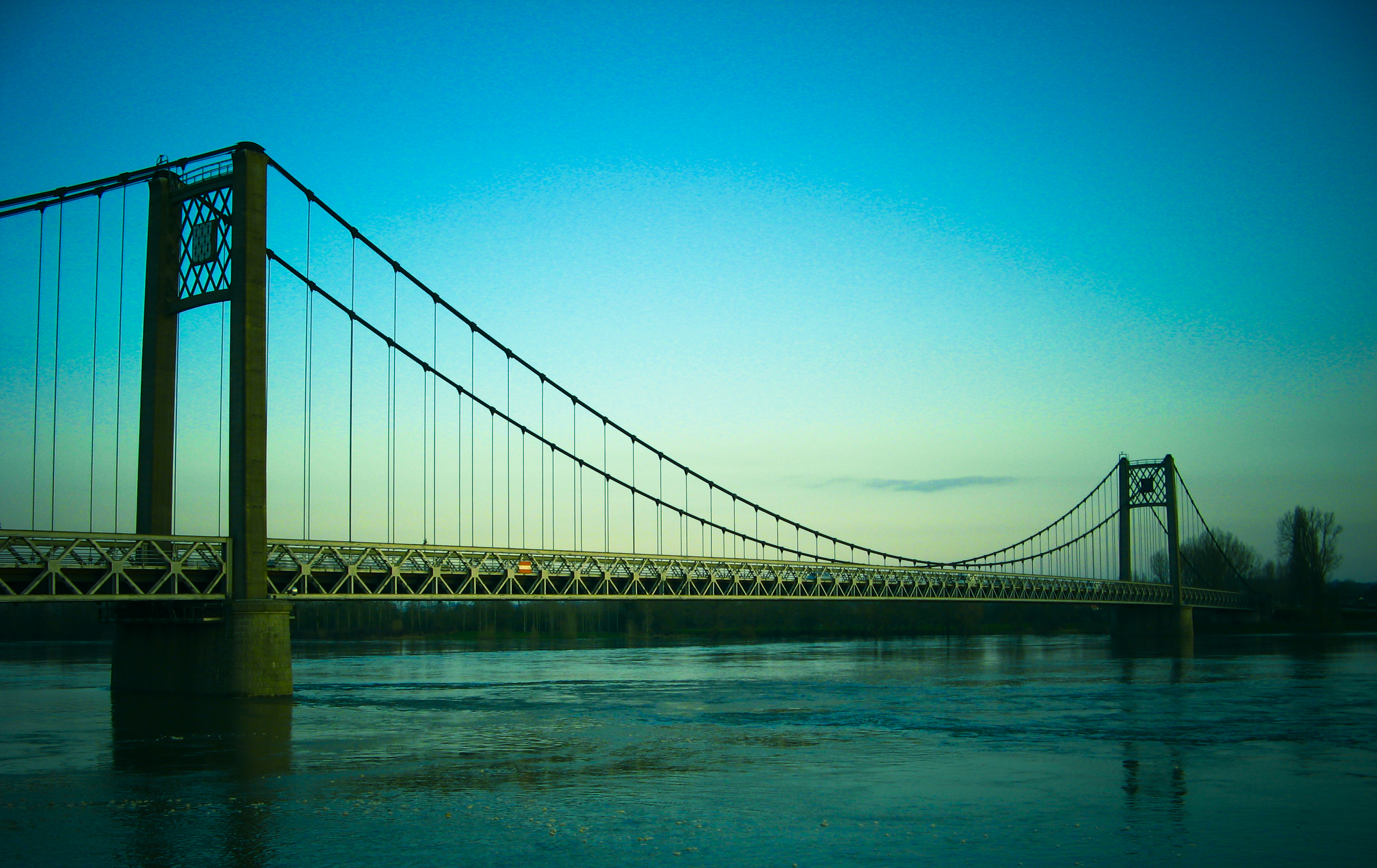
Vue d'ensemble.
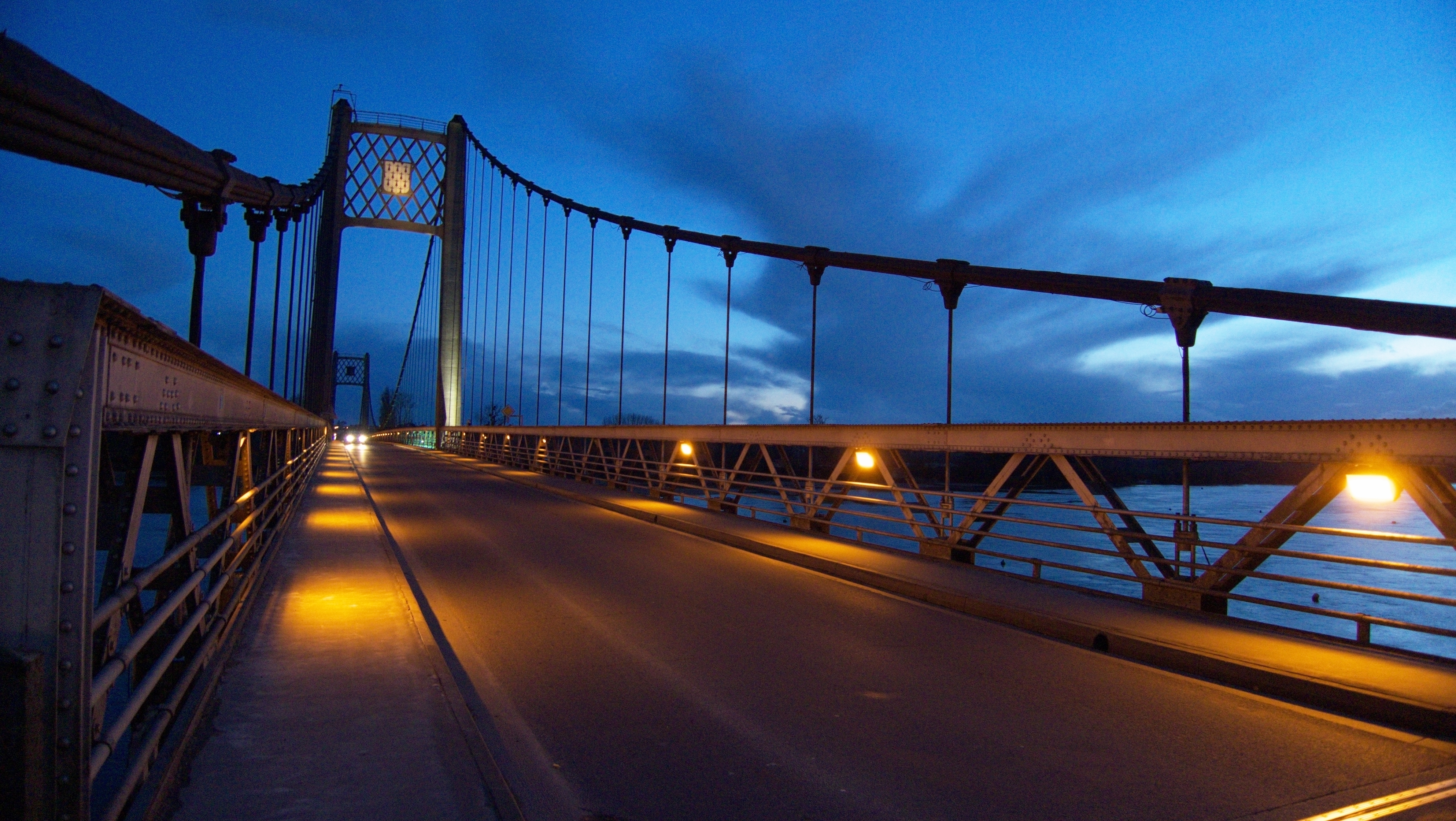
Vue sur le pont de nuit.
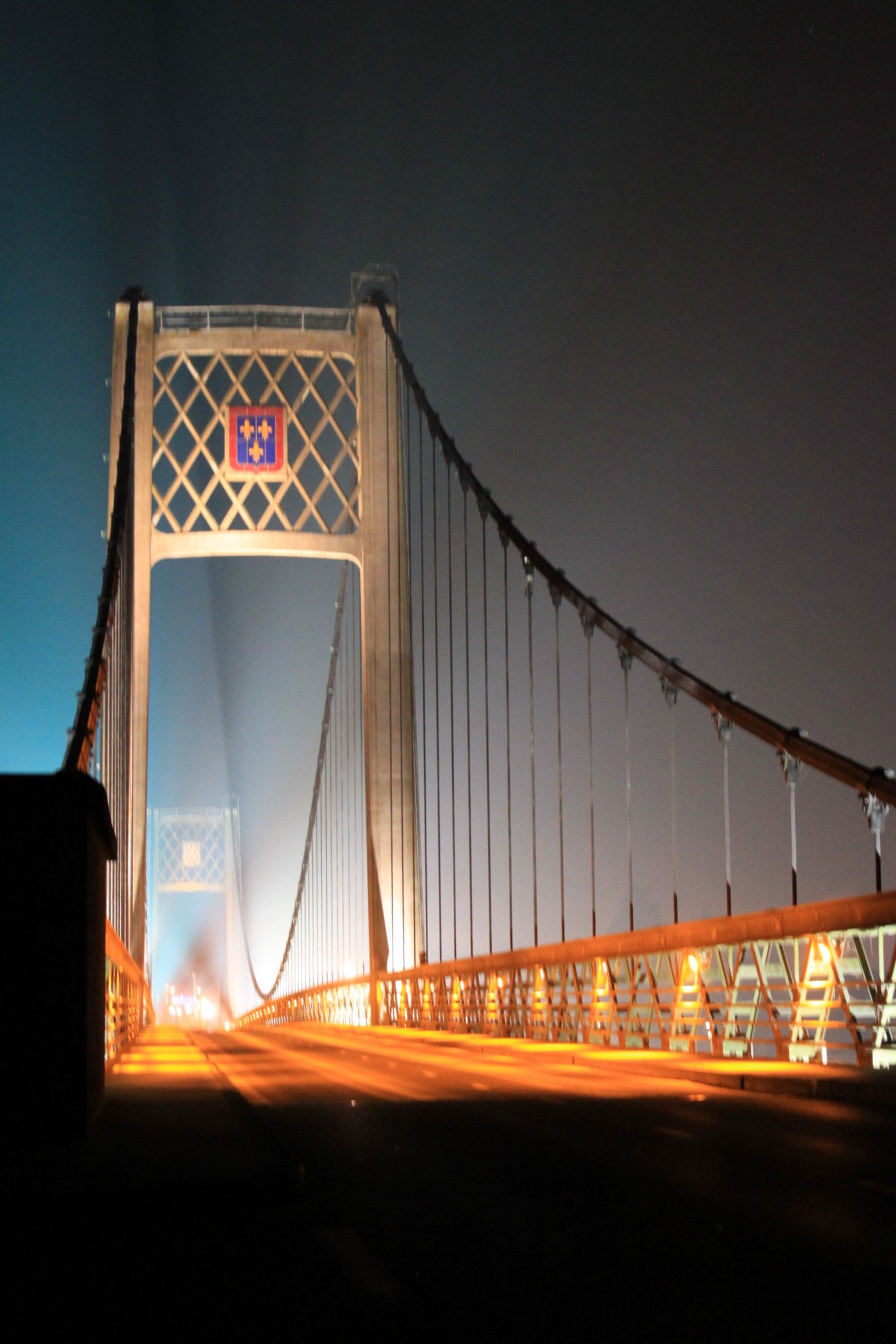
Éclairage, rive Anjou.

Les travaux de 2013-2014
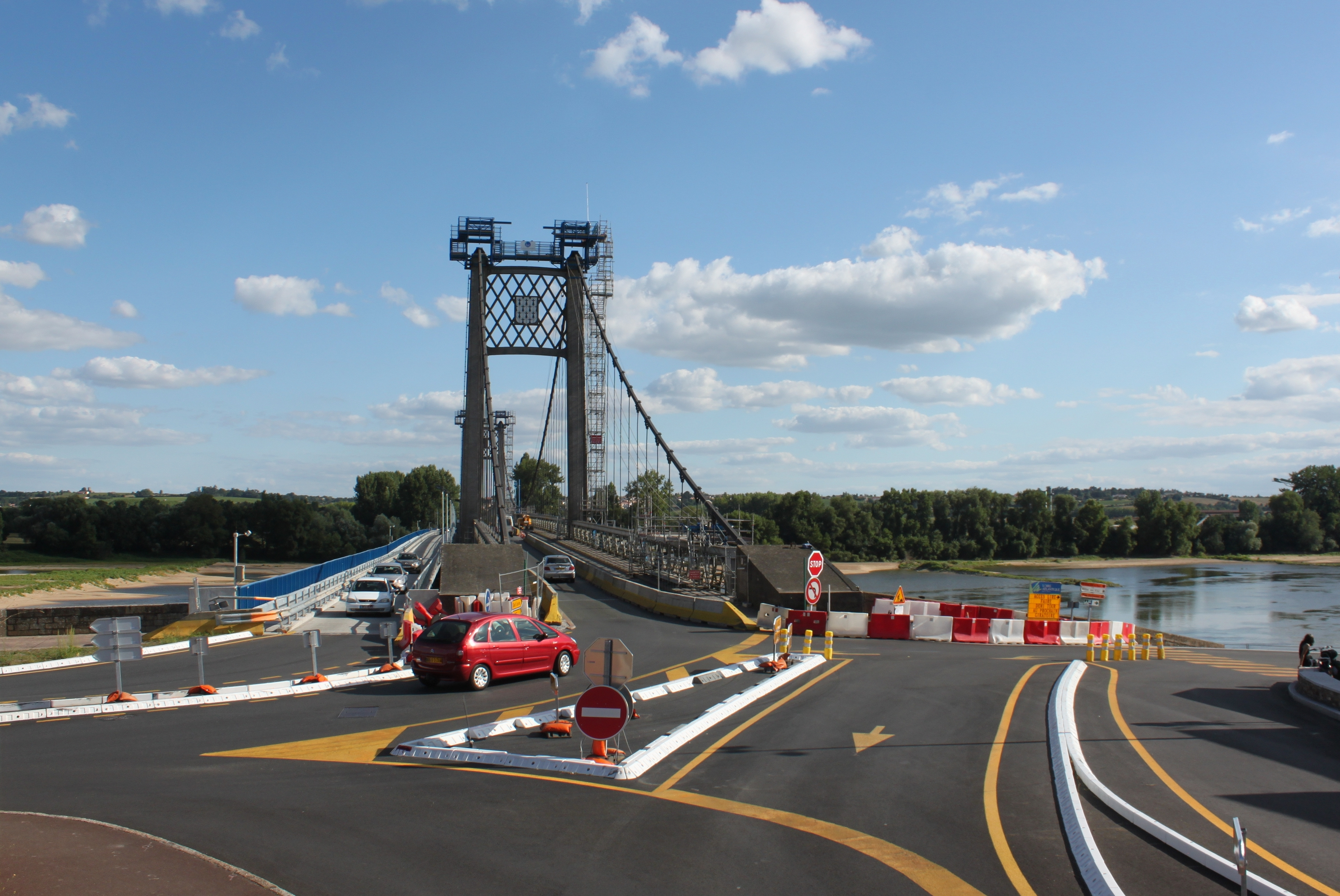
Vue d'ensemble, côté Ancenis.
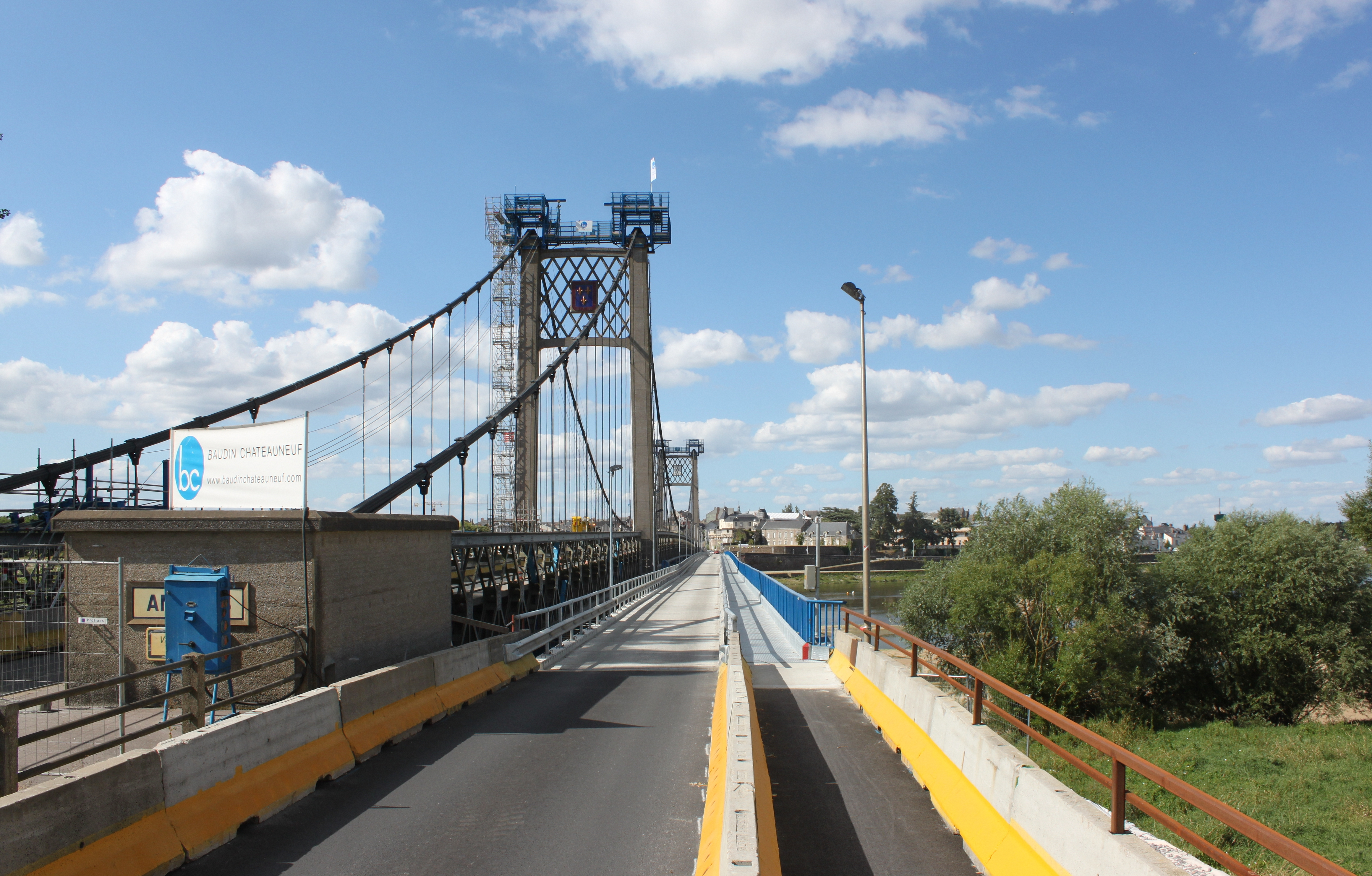
Voie latérale de circulation sud-nord.
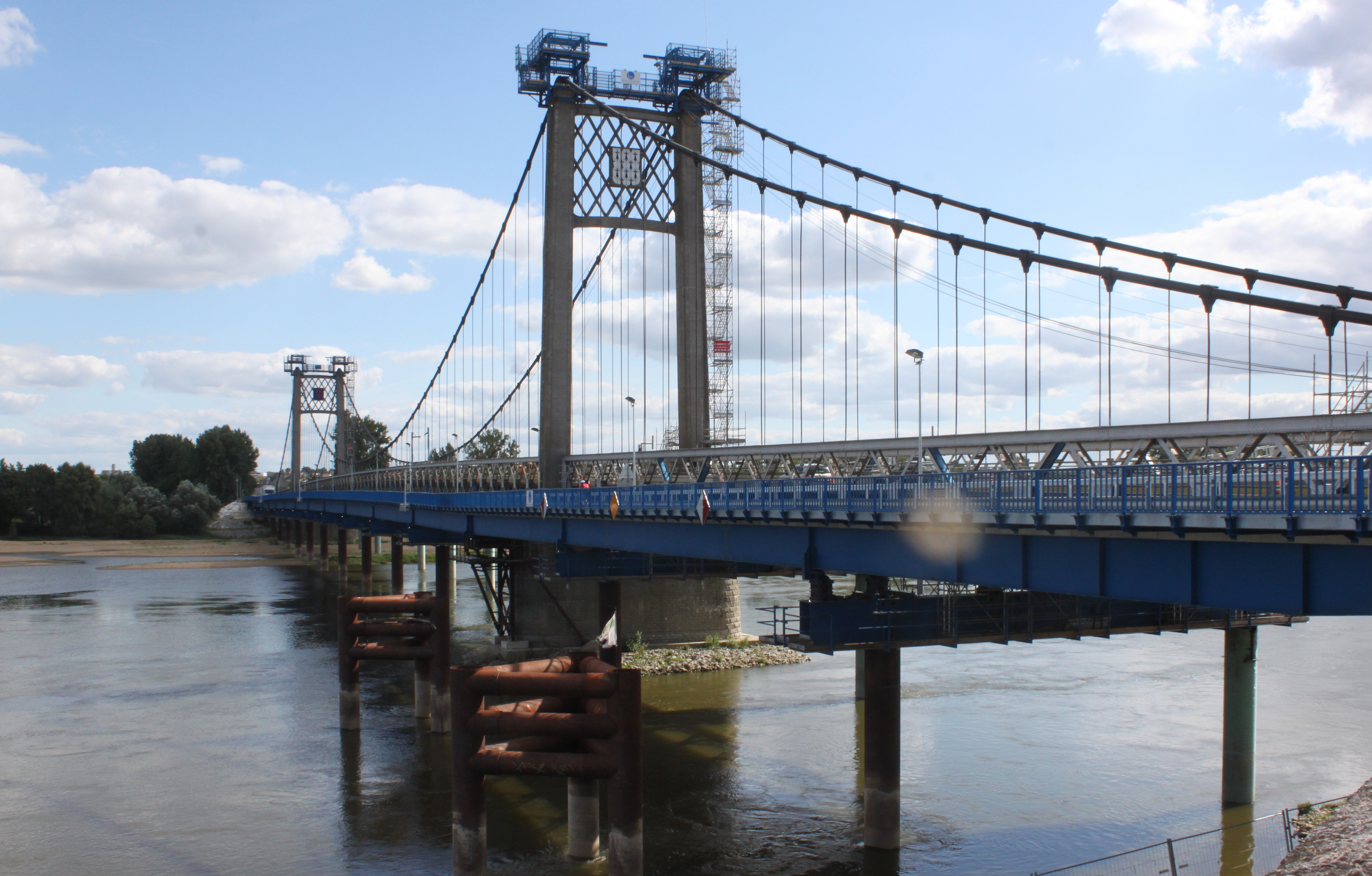
Voie latérale provisoire.
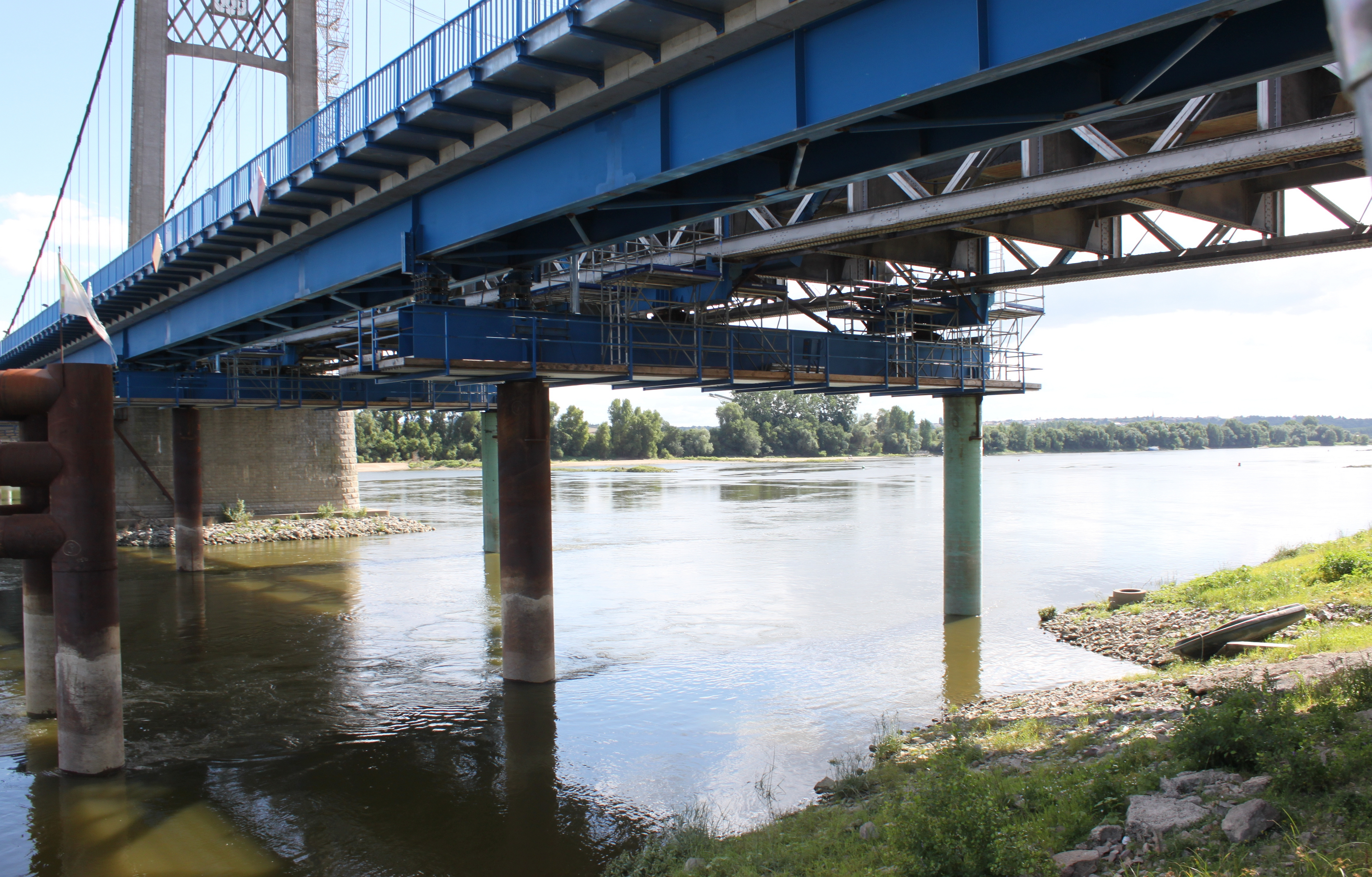
Piles du pont latéral.
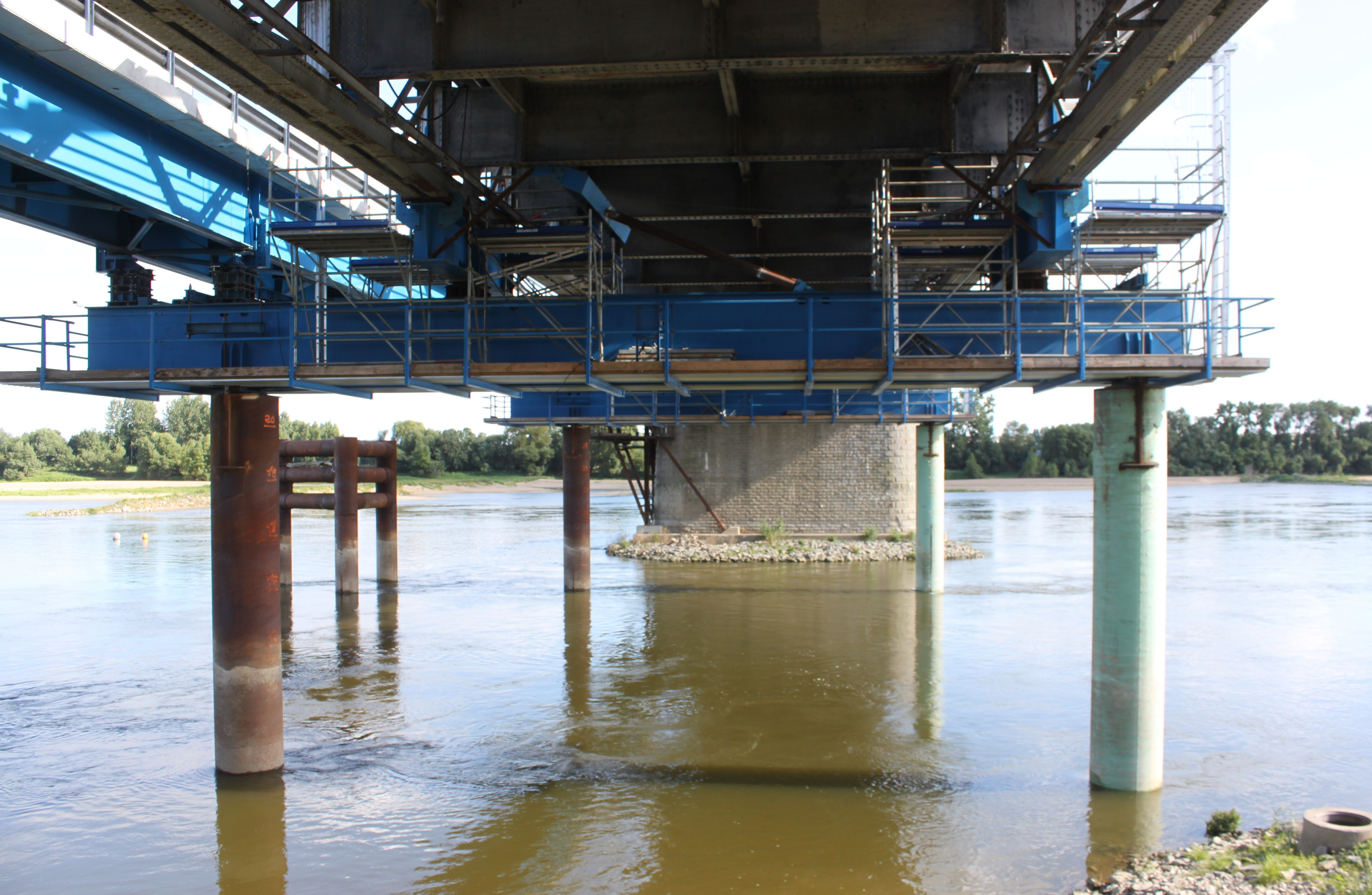
Piles et supports de la voie latérale.
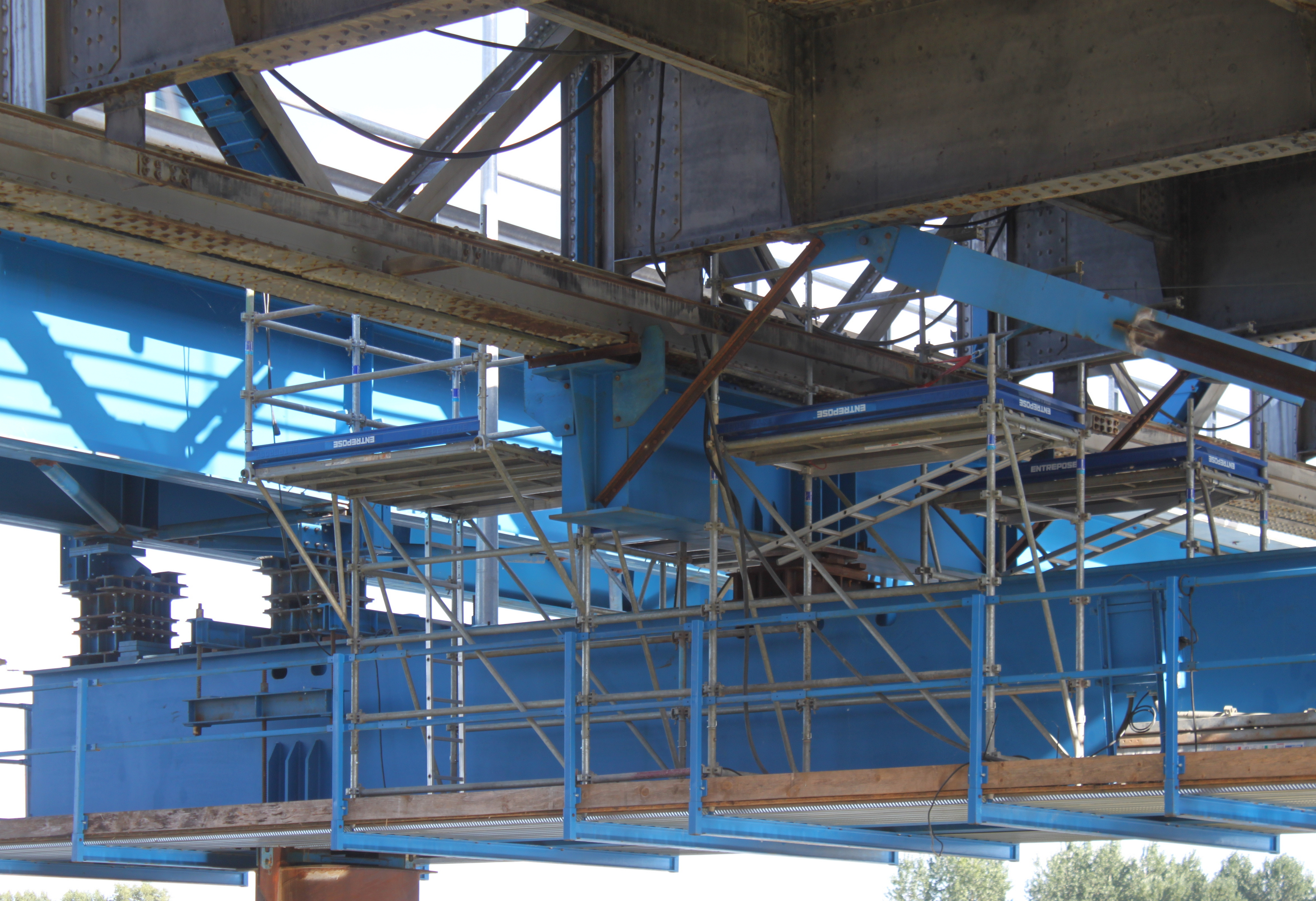
Détail des fixations.
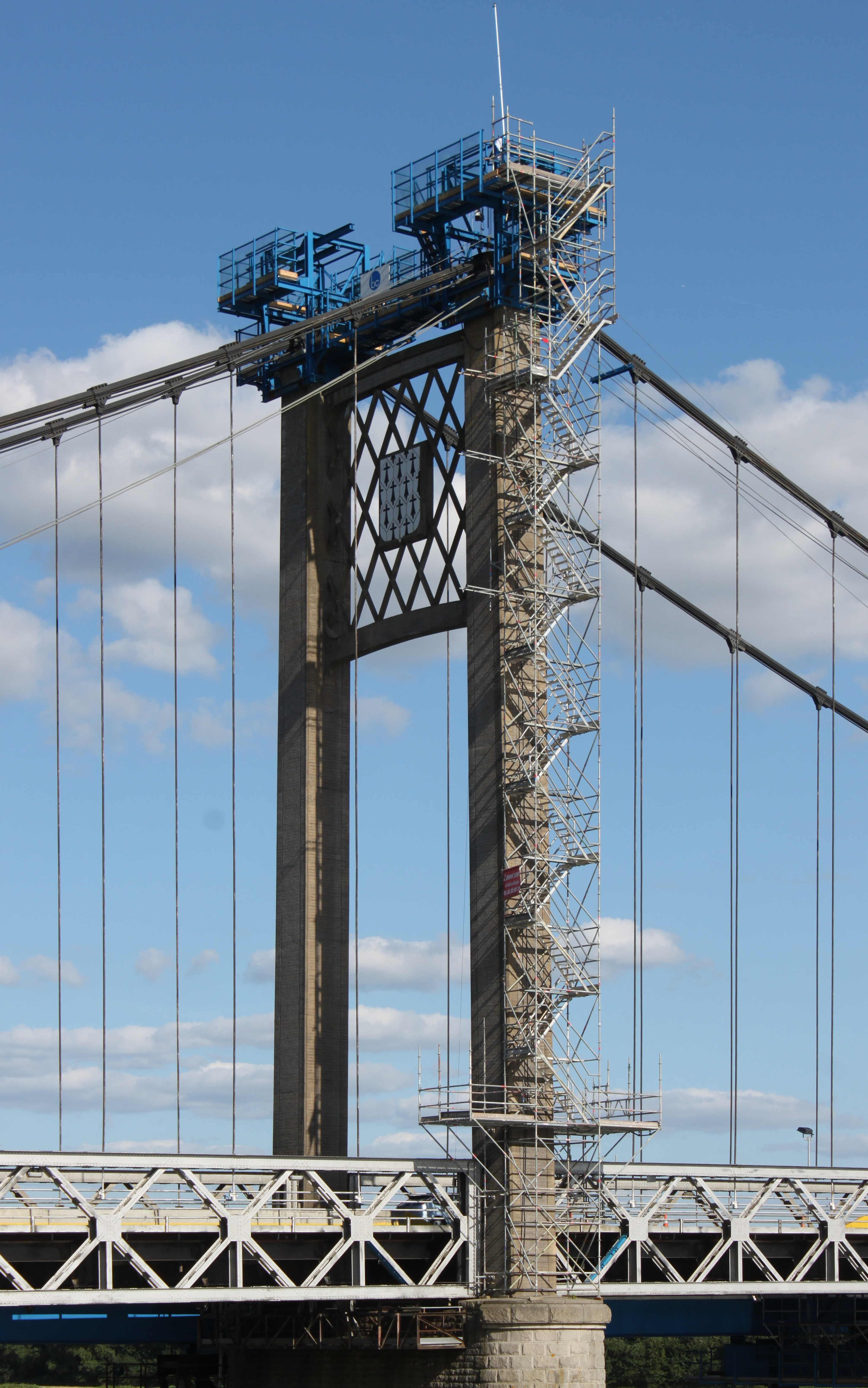
Échafaudage de la pile gauche.
- Traversée du pont du nord au sud durant les travaux.

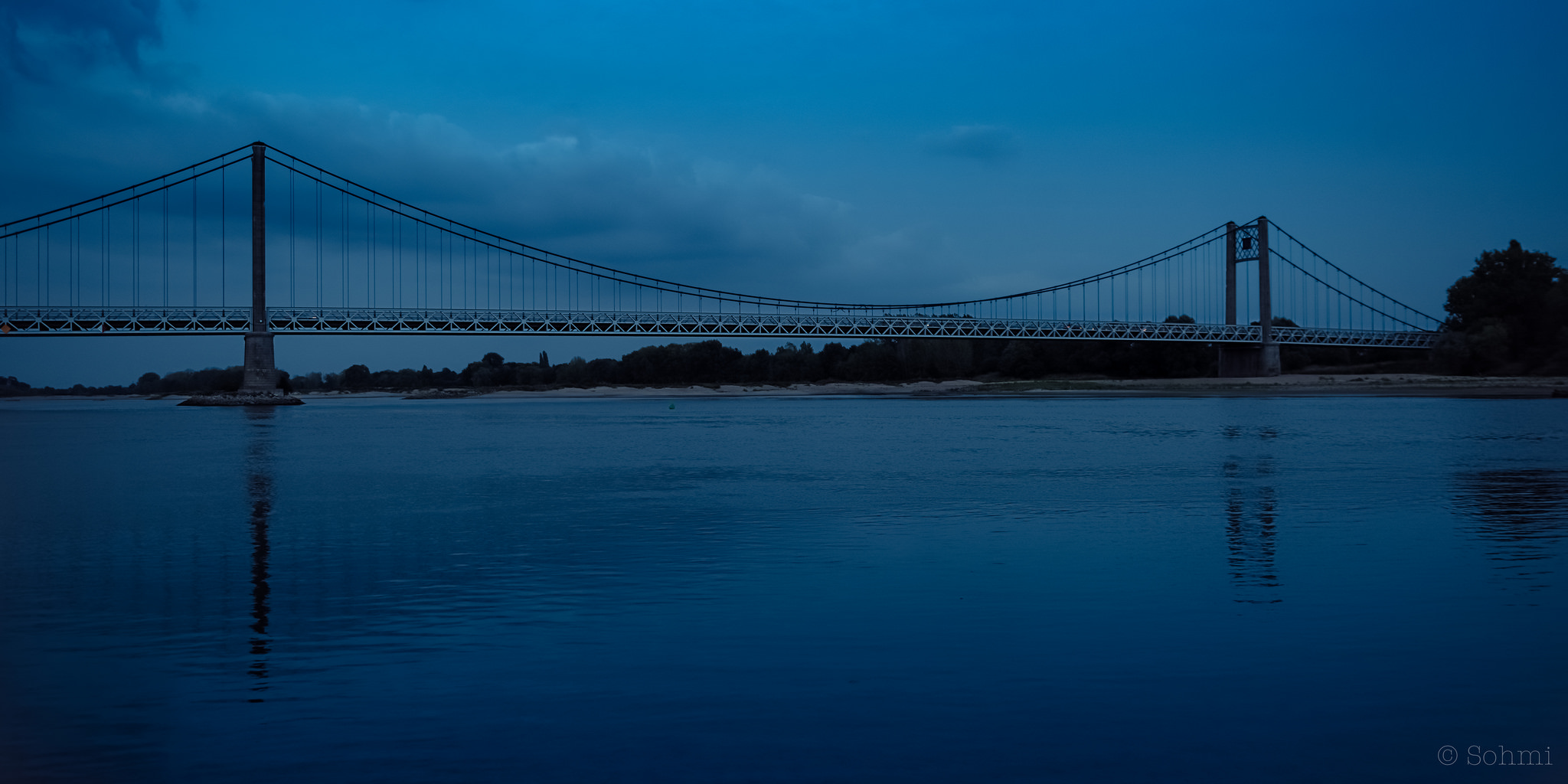

## Sources et références
1. ↑  Le pont d'Ancenis rend provisoirement son tablier - Pays de Loire, Ouest-France, 23 février 2013.
2. 1 2  « Pont d'Ancenis - 1839 », sur Art-et-histoire (consulté le 23 mai 2017)
3. ↑  « Le franchissement des fleuves en France au XIXème siècle », sur Art-et-histoire
4. ↑  Archives départementales de Loire-Atlantique, Versement de la Direction Départementale de l’Équipement du 20 juin 2013 : Reconstruction (massifs d'ancrage et piles). — Approbation du marché avec la société des entreprises Limousin : avenant, rapports, plans, avant-métré, détail estimatif, correspondance, instructions et notes de l'ingénieur ordinaire, élévation générale et plan de l'ouvrage, notes, bulletins hebdomadaires de chantier, décomptes provisoires., 1941-1953 (présentation en ligne), p. 2416 W 71.
5. ↑  Ouest-france.fr(2)
6. ↑  Archives départementales de Loire-Atlantique, Fonds photographique de la reconstruction du pont d'Ancenis (38 Fi et 82 Fi), 1949-1951 (lire en ligne).